# ۲-نیتروپروپان
۲-نیتروپروپان (2-NP) یک حلال شیمیایی است که به صورت مایع بی‌رنگ بوده و به عنوان یک ترکیب نیترو طبقه‌بندی می‌شود.

## آماده‌سازی
۲-نیتروپروپان از نیتراسیون پروپان در فاز بخار در دمای بالا، معمولاً با ناخالصی‌های ۱-نیتروپروپان تولید می‌شود. ۲-نیتروپروپان نیز به عنوان یک فرآورده فرعی فرّار تولید می‌شود که می‌تواند در حین آماده‌سازی هیدانتوئین حلقه بسته لئونارد جذب شود.

## کاربردها
۲-نیتروپروپان به عنوان حلال یا افزودنی در جوهرها، رنگ‌ها، چسب‌ها، لاک‌ها، پلیمرها، رزین‌ها، سوخت و پوشش‌ها استفاده می‌شود. همچنین به عنوان ماده اولیه برای سایر مواد شیمیایی صنعتی، و در سنتز مواد دارویی مانند فنترمین، کلرفنترمین و تکلوزان استفاده می‌شود. این ماده به عنوان یک اکسنده در فرایند اکسایش هاس–بندر عمل می‌کند.

## ایمنی
۲-نیتروپروپان یکی از اجزای تشکیل دهنده دود تنباکو است. بر اساس مطالعات روی حیوانات، به‌طور منطقی پیش‌بینی می‌شود که سرطان‌زا برای انسان باشد و توسط مرکز جهانی تحقیقات سرطان به عنوان سرطان‌زا گروه 2B فهرست شده‌است.